# Passiflora goniosperma
Passiflora goniosperma är en passionsblomsväxtart som beskrevs av Ellsworth Paine Killip. Passiflora goniosperma ingår i släktet passionsblommor, och familjen passionsblomsväxter. Inga underarter finns listade i Catalogue of Life.